# کوری می
کوری می (به انگلیسی: Corey May) نویسنده و تهیه‌کننده آمریکایی است.او بنیان‌گذار و مدیرعامل شرکت سکرت‌ایجنت است. این شرکت در لس آنجلس کالیفرنیا قرار دارد و در زمینه صنایع فیلم، بازی‌های رایانه‌ای و اینترنت فعالیت می‌کند. کوری می نویسنده اصلی سری کیش یک آدم‌کش و بسیاری از بازی‌های رایانه‌ای دیگر از جمله سری شاهزاده ایران و بتمن: آرکهام است.

## کارها
| سال  | عنوان                            | برای    | برای     | نکات            |
| سال  | عنوان                            | نویسنده | کارگردان | نکات            |
| ---- | -------------------------------- | ------- | -------- | --------------- |
| ۲۰۰۲ | Yo, Tyrone                       |         | آری      | فیلم کوتاه      |
| ۲۰۰۴ | شاهزاده ایران: در قلمرو جنگجویان | آری     |          |                 |
| ۲۰۰۵ | شاهزاده ایران: دو سریر           | آری     |          |                 |
| ۲۰۰۵ | جنگ برای شاهزاده ایران           | آری     |          |                 |
| ۲۰۰۵ | Stolen                           | آری     |          |                 |
| ۲۰۰۶ | The Plague                       | آری     |          | Direct-to-video |
| ۲۰۰۷ | کیش یک آدم‌کش                     | آری     |          |                 |
| ۲۰۰۸ | ارتش دو نفره                     | آری     |          |                 |
| ۲۰۰۹ | رستگاری نابودگر (بازی رایانه‌ای)  | آری     |          |                 |
| ۲۰۰۹ | کیش یک آدم‌کش ۲                   | آری     |          |                 |
| ۲۰۱۰ | کیش یک آدم‌کش: برادری             | آری     |          | داستان          |
| ۲۰۱۱ | کیش یک آدم‌کش: افشاگری‌ها          | آری     |          | داستان          |
| ۲۰۱۱ | Happy Feet Two: Erik's Adventure | آری     |          | اپلیکیشن        |
| ۲۰۱۲ | کیش یک آدم‌کش ۳                   | آری     |          |                 |
| ۲۰۱۲ | Cartoon Universe                 | آری     |          | بازی آنلاین     |
| ۲۰۱۲ | Inversion                        | آری     |          |                 |
| ۲۰۱۳ | کیش یک آدم‌کش ۴: پرچم سیاه        | آری     |          | داستان          |
| ۲۰۱۳ | بتمن: ریشه‌های آرکهام             | آری     |          |                 |